# Incurvarites alienella
Incurvarites alienella är en fjärilsart som beskrevs av Hans Rebel 1934. Incurvarites alienella ingår i släktet Incurvarites och familjen bladskärarmalar. Inga underarter finns listade i Catalogue of Life.